# Corus albomarmoratus
Corus albomarmoratus là một loài bọ cánh cứng trong họ Cerambycidae.